# SSE5
SSE5 (Streaming SIMD Extensions version 5) era una extensión al set de instrucciones de procesador propuesto por AMD el 30 de agosto de 2007, como suplemento a las instrucciones SSE de 128 bits precentes en la arquitectura AMD64.
AMD escogió no implementar SSE5 como había propuesto inicialmente. En mayo de 2009, AMD reemplazó SSE5 con tres extensiones al set de instrucciones llamados XOP, FMA y CVT16, los cuales retienen la funcionalidad propuesta por SSE5, pero codifican las instrucciones de forma compatible con el set de instrucciones AVX propuesto por Intel. 
Estas tres instrucciones derivadas serán introducidas en el microprocesador Bulldozer.